# Le Voyage d'Arlo
Série Classiques d'animation Pixar
Vice-versa
(2015) Le Monde de Dory
(2016)
Pour plus de détails, voir Fiche technique et Distribution.
Le Voyage d'Arlo ou Le Bon Dinosaure au Québec (The Good Dinosaur) est le 134e long-métrage d'animation des studios Disney et le 16e long-métrage d'animation de Pixar réalisé en images de synthèse par Peter Sohn. Le film est sorti en novembre 2015.

## Synopsis
Il y a 65 millions d'années, l’astéroïde qui aurait dû anéantir les dinosaures dans notre monde frôle la Terre, laissant sa population intacte.
Des millions d'années plus tard, les dinosaures sont devenus intelligents et maîtrisent l'agriculture. Deux fermiers apatosaures, Henry et Ida, donnent naissance à leurs trois enfants, Buck, Libby et Arlo. Arlo, dès la naissance, a du mal à vaincre ses peurs.
En grandissant, les enfants aident à la ferme et Arlo se voit donner pour travail le soin et la nourriture des volailles dont il a peur. Ses aînés réussissent à impressionner assez leurs parents pour qu'en récompense, ils laissent leurs empreintes sur le silo à grain construit par Henry. Arlo a l'ambition de faire de même mais il échoue dans toutes ses tentatives de vaincre ses peurs enfantines. Voulant le pousser à réaliser un exploit, son père le charge de guetter un piège dans lequel un voleur de maïs doit se prendre, puis tuer ce dernier. Quand Arlo se rend compte que le voleur est un jeune enfant humain, il se révèle incapable de le tuer et préfère le relâcher. Déçu, Henry prend les choses en main et se lance à la poursuite du garçon, accompagné par Arlo afin de lui montrer l'exemple. Ils suivent les traces du garçon qui se déplace comme un quadrupède jusque dans les gorges de la rivière où un orage les surprend. Henry s'aperçoit de l'arrivée d'une crue subite et met Arlo en sécurité, mais il est pris dans la tourmente et meurt noyé.
La vie à la ferme reprend, plus âpre car Arlo doit suppléer au manque de son père. Il surprend à nouveau le garçon à voler et le blâmant de la mort de son père, le poursuit sur les rives escarpées de la rivière où il tombe. Assommé par un rocher, Arlo part à la dérive et se réveille sur une berge loin de chez lui. Se souvenant des conseils de son père, Arlo commence à remonter le cours de la rivière malgré ses blessures. Il se retrouve avec une jambe coincée par des éboulis et tente en vain de se dégager, finissant par s'endormir, épuisé. À son réveil, sa jambe est libre et Arlo voit les traces du petit humain près de lui qui a creusé la terre pour le dégager et qui le guide vers des baies pour que le dinosaure se nourrisse. Un styracosaure voit le garçon défendre Arlo contre un serpent et propose de garder le garçon s'il parvient à deviner son nom. Arlo devine le premier le nom du garçon, Spot, il peut ainsi rester en sa compagnie. Arlo et Spot commencent à communiquer par gestes et avec des brindilles, Arlo enseigne à Spot le concept de famille. Spot comprend et répond de la même façon, montrant que ses parents sont morts et qu'il est le seul survivant de sa famille. Arlo est touché par le drame vécu par le garçon et accepte pleinement sa compagnie. Un orage éclate alors et paniqué, Arlo s'enfuit, perdant de vue les rives de la rivière qu'il suivait.
En tentant de la retrouver, il croise la route de trois ptérodactyles qui déclarent chercher des survivants à l'orage qui vient de s'achever. Arlo les aide à localiser et à sauver un petit mammifère qui se fait immédiatement dévorer par les reptiles carnassiers. Arlo sauve Spot qui était le suivant sur la liste et fuit, se perdant dans les brumes dégagées par des geysers. Il croit apercevoir un puissant et amical apatosaurus mais il s'agit en fait de deux jeunes T-rex confondus par la brume et la perspective. Ces derniers mettent en fuite les ptérodactyles. Nash et sa sœur Ramsey sont chargés par leur père Butch de retrouver le troupeau de bisons primitifs que Nash a égaré. Arlo offre les services de Spot qui a un flair incomparable malgré les doutes de Butch. Le garçon retrouve la horde et Butch use d'Arlo comme d'un appât pour retrouver les voleurs de bétail qui attaquent. Butch est en difficulté mais Arlo, pris dans la tourmente, trouve la force et le courage pour lui venir en aide et mettre les voleurs en fuite. Impressionné, Butch lui permet de rester le temps pour lui de retrouver sa piste. Arlo finit par reconnaitre la montagne proche de sa ferme au loin et repart, heureux d'avoir enfin vaincu la peur.
Sur le chemin du retour, les hurlements de Spot finissent par attirer l'attention d'un homme adulte. Arlo se méfie et détourne l'attention de Spot pour que ce dernier reste près de lui. Alors qu'un autre orage éclate, les ptérodactyles profitent de la confusion d'Arlo pour enlever Spot et s'envoler vers la montagne. En voulant les retenir, Arlo tombe et se retrouve prisonnier de lianes. Il s'évanouit. À son réveil, il a la joie et la surprise de retrouver son père face à lui qui veut le ramener à la maison. Arlo accepte mais il se rend vite compte que son père ne laisse pas de traces dans la boue. Arlo comprend qu'il est victime d'une hallucination et décide de rebrousser chemin pour sauver Spot, ce qui met la vision d'Henry en joie avant qu'il ne disparaisse. Arlo se réveille et arrache les lianes, retrouvant Spot caché dans un tronc près de la rivière, cerné par les ptérodactyles. Arlo les défait un à un mais ne peut éviter à Spot d'être précipité dans la rivière. Arlo plonge malgré une nouvelle crue subite qui emporte tout sur son passage, parvenant à récupérer le tronc dans lequel Spot est caché, s'échouant loin en aval sur la rive.
À l'approche de sa maison, Arlo entend à nouveau les hurlements de l'humain qui s'approche, accompagné par sa famille. Spot s'approche et refuse dans un premier temps de partir, préférant rester avec Arlo. Mais le dinosaure pousse le garçon à rester avec eux, estimant qu'il sera plus heureux avec des membres de son espèce. Spot comprend les raisons qui poussent Arlo à le rejeter et accepte en fin de compte de rejoindre sa nouvelle famille après un dernier adieu.
Arlo rejoint enfin sa maison où sa mère l'accueille, folle de joie après l'avoir cru mort lui aussi. Le jeune dinosaure est heureux et fier de pouvoir enfin apposer sa marque sur le silo auprès des autres membres de sa famille.

## Fiche technique
Sauf indication contraire, les informations mentionnées dans cette section peuvent être confirmées par la base de données cinématographiques IMDb,  présente dans la section « Liens externes ».
- Titre original : The Good Dinosaur
- Titre français : Le Voyage d'Arlo
- Titre québécois : Le Bon Dinosaure
- Réalisateur : Peter Sohn
- Scénario : Peter Sohn, Erik Benson, Meg LeFauve (en), Kelsey Mann et Bob Peterson d’après un concept et un développement de Bob Peterson
- Chefs de l’histoire : Enrico Casarosa et Kelsey Mann
- Storyboard : Domee Shi et Adrian Molina
- Musique : Mychael Danna
- Producteur : Denise Ream et John Lasseter (producteur exécutif)
- Sociétés de production : Pixar Animation Studios et Walt Disney Pictures
- Société de distribution : Walt Disney Studios Motion Pictures (États-Unis), Walt Disney Studios Motion Pictures International (Canada, France, Belgique)
- Pays de production :  États-Unis
- Langue originale : anglais
- Format : couleur - 2,35:1 - Dolby Atmos
- Genre : animation, comédie dramatique
- Durée : 94 minutes
- Dates de sortie :
  - France : 10 novembre 2015 (première à Paris)
  - États-Unis / Canada / France : 25 novembre 2015
  - Belgique : 16 décembre 2015

## Distribution

### Voix originales
- Raymond Ochoa : Arlo
- Peter Sohn : Le Collectionneur
- Frances McDormand : Ida, la mère d'Arlo
- Jeffrey Wright : Henry, le père d'Arlo
- Marcus Scribner : Buck, le frère d'Arlo
- Jack Bright : Spot, le petit humain
- Steve Zahn : Thunderclap, un ptérodactyle
- A.J. Buckley : Nash, un tyrannosaure
- Anna Paquin : Ramsey, un tyrannosaure
- Sam Elliott : Butch, un tyrannosaure
- John Ratzenberger : Earl

### Voix françaises
- Jean-Baptiste Charles : Arlo
- Éric Cantona : Le Collectionneur
- Xavier Fagnon : Henry, le père d'Arlo (Papa)
- Olivia Bonamy : Ida, la mère d'Arlo (Maman)
- Antonia Boisson : Libby bébé
- Mathys Thuilier : Buck bébé
- Simon Faliu : Arlo bébé
- Victor Quilichini : Buck
- Jack Bright : Spot
- Guillaume Lebon : Coup de tonnerre
- Chantal Baroin : Déluge et Tornade
- Sébastien Desjours : Blizzard
- Donald Reignoux : Nash
- Edwige Lemoine : Ramsey
- Richard Darbois : Butch
- Adrien Antoine : Bubbha
- Brigitte Virtudes : Lurleane
- David Krüger : Pervis
- Boris Rehlinger : Earl

### Voix québécoises
- Sohaib Hadj-Moussa[1] : Arlo
- Bruno Marcil[2] : Papa
- Marika Lhoumeau : Maman
- Philippe Vanasse-Paquet : Buck
- Alice Déry : Libby
- Frédéric Desager : Le Collectionneur
- Renaud Paradis : Coup de tonnerre
- Geneviève Désilets : Déluge
- Sylvain Hétu : Blizzard / Earl
- Marc St-Martin : Nash
- Rachel Graton : Ramsay
- Richard Darbois : Butch
- Thiéry Dubé : Bubbha
- Manon Arsenault : Lurléane
- Claude Gagnon : Pervis

## Production
Initialement prévu pour le printemps 2014, le film a été repoussé à la suite du départ de son réalisateur, Bob Peterson, à la fin de l'été 2013. L'arrivée de son remplaçant, Peter Sohn, a été annoncée un an plus tard, en octobre 2014.
Le thème final de la sortie japonaise est "Best Friend (Mother Earth version)" de Kiroro, une version réenregistrée d'une de leurs chansons précédentes,,.

## Distinctions

### Nominations
- Golden Globes 2016 : meilleur film d'animation